# Hieracium carpathicum
Hieracium carpathicum — вид квіткових рослин з родини айстрових (Asteraceae). Вид зростає в Європі: Шетландські острови, Норвегія, Швеція, Фінляндія, Польща, Чехія, Словаччина, північноєвропейська Росія; це багаторічна рослина.